# Ray Park
Raymond Park (Glasgow, Escocia; 23 de agosto de 1974) es un actor y doble de cine británico. Es experto en artes marciales, especializado en Wushu-Kung Fu y, sobre todo, en el uso del Bō, algo que le ha dado fama en películas de ciencia ficción y acción. Solía competir en torneos de artes marciales, en los que ganó trofeos y a la edad de 16 el de Campeón de Artes Marciales del Reino Unido.

## Carrera
Park inició su carrera como doble de películas y como actor de reparto. Su primera película fue Mortal Kombat: Aniquilación, en la que hizo del doble de Raiden en las batallas cuerpo a cuerpo. También hizo de Baraka y otras criaturas.
En la película de Star Wars: Episodio I - La amenaza fantasma interpretó a Darth Maul, aunque su voz fue editada y reemplazada por la de Peter Serafinowicz, y más tarde hizo de doble del jinete sin cabeza en Sleepy Hollow. Su primer papel con diálogo fue el de Sapo en la primera entrega de la saga X-Men.
También trabajó como guardaespaldas de Jean Claude van Damme.
Su último y actual trabajo fue en Han Solo: una historia de Star Wars, donde volvió a encarnar al personaje de Darth Maul 20 años después desde su primera aparición en Star Wars: Episodio I - La amenaza fantasma en 1999, siendo en un breve cameo.

## Filmografía
- Mortal Kombat: Aniquilación - Raiden (Doble) / Baraka y Reptile (1997)
- Star Wars: Episode I - The Phantom Menace - Darth Maul (1999)
- Sleepy Hollow - jinete sin cabeza (Doble) (1999)
- X-Men - Sapo (2000)
- Ballistic: Ecks vs. Sever - A.J. Ross (2002)
- Potheads - Sr. D (2005)
- Slayer - Pareja de Vampiros acróbatas (2006)
- Fan Boys - THX Guard leader (cameo) (2006)
- Lo que hacemos es secreto - Brendan Muller (2007)
- The legend of Bruce Lee - Chuck Norris (2007)
- Hellbinders - Max (2008/2009)
- G.I. Joe: The Rise of Cobra - Snake-Eyes (2009)
- Héroes - Edgar (2009)
- The King of Fighters - Rugal Bernstein (2009)
- G.I. Joe: Retaliation - Snake-Eyes (2013)
- Jinn -  Jinn (2014)
- Han Solo: una historia de Star Wars - Maul (2018)